# František Chochola
František Chochola (Kolín, 15 aprile 1943 – Amburgo, 6 luglio 2022) è stato un medaglista, scultore e illustratore ceco naturalizzato tedesco.

## Biografia
Figlio di un industriale, dopo aver completato gli studi di scultura all'Accademia di Belle Arti e alla Scuola Artigianato a Bechyně nel 1963, ha lavorato come restauratore a Kolín. Dal 1968 ha incominciato a lavorare come scultore e medaglista a Praga e a Kolín. Dopo la fine della Primavera di Praga è emigrato nel 1970 ad Amburgo e nel 1992 è diventato cittadino tedesco.
Nel 2002 ha disegnato insieme a Ettore Lorenzo Frapiccini la faccia nazionale delle monete euro sammarinesi.
Tenne il suo studio ad Amburgo nel quartiere di Alsterdorf nel distretto di Hamburg-Nord.